# Andreas Boos

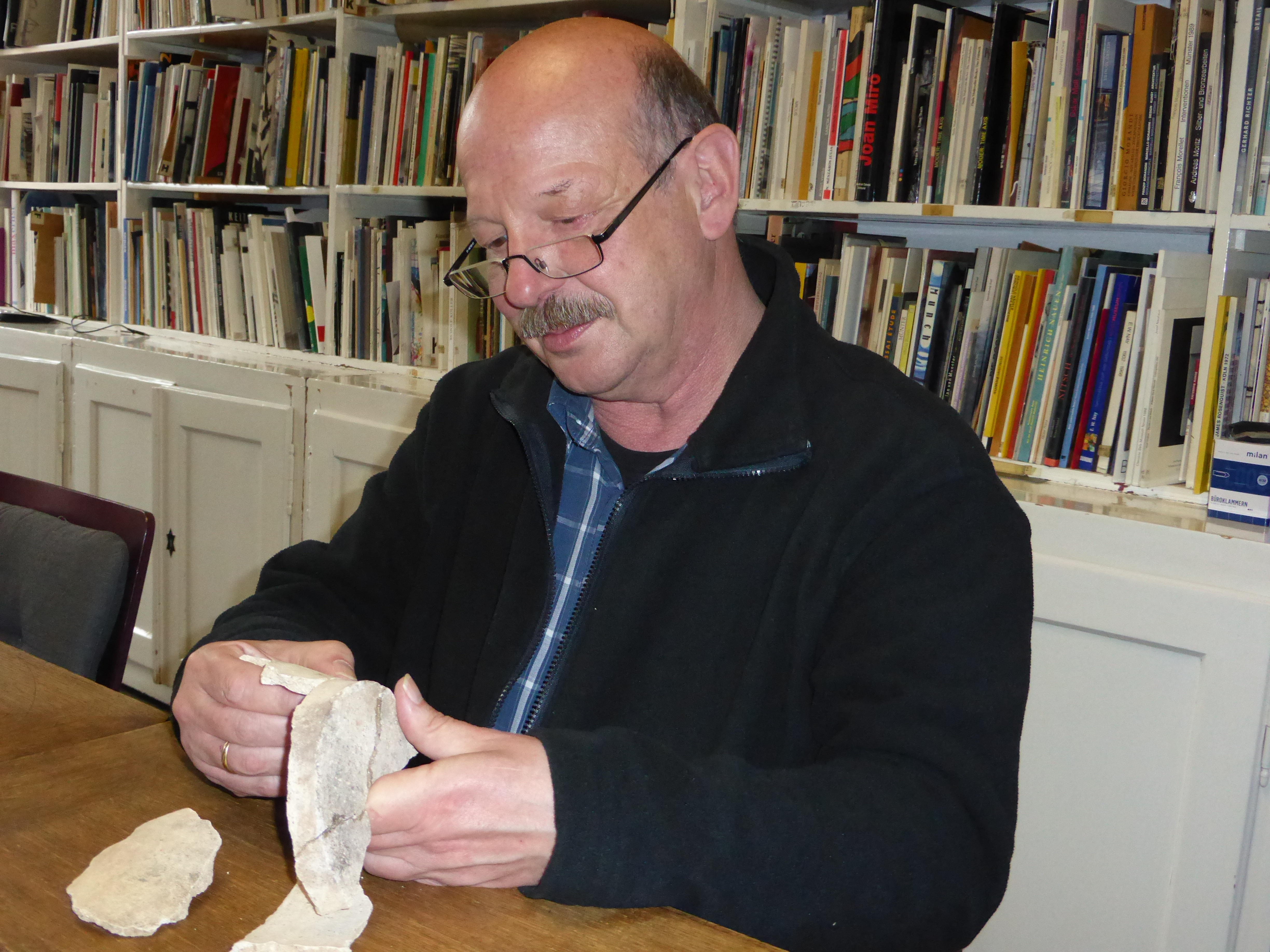
Andreas Boos bei der Begutachtung spätmittelalterlicher Prebrunner Töpferware

Andreas Boos (* 2. September 1959 in Tübingen) ist ein deutscher Archäologe und Historiker.

## Leben
Andreas Boos wurde als Sohn des Arztes Otto Boos und seiner Ehefrau Ilse, geb. Meinel, geboren. Nach dem Besuch der Volksschule besuchte er in Regensburg das mathematisch-naturwissenschaftliche Goethe-Gymnasium und legte dort 1978 das Abitur ab. Danach studierte er an der Universität Regensburg die Fächer Vor- und Frühgeschichte sowie Geschichte. 1979–1981 war er an verschiedenen Ausgrabungen in Regensburg und der südlichen Oberpfalz beteiligt, von 1983 bis 1985 war er wissenschaftliche Hilfskraft am Lehrstuhl für Vor- und Frühgeschichte der Universität Regensburg, 1986 reichte er seine Magisterarbeit zum Thema „Untersuchungen zur Oppidaforschung“ ein. 1987 war er im Stadtarchiv Regensburg im Rahmen eines Projektes zur Erforschung der mittelalterlichen Infrastruktur Ostbayern und beim Amt für Archiv- und Denkmalpflege der Stadt Regensburg angestellt. 1987–1989 erhielt er ein Promotionsstipendium durch die Graduiertenförderung des Freistaates Bayern. 1988 leitete er eine Notgrabung in Kelheim. 1989–1992 studierte er Kunstgeschichte, Klassische Archäologie sowie Volkskunde an der Universität Regensburg. 1992 übernahm er als wissenschaftlicher Angestellter der Gemeinde Flossenbürg die archäologische und denkmalpflegerische Betreuung der Burg Flossenbürg. 1993 wurde er mit dem Dissertationsthema „Die früh- und hochmittelalterlichen Burgen im Süden der Oberpfalz“ zum Dr. phil. in den Fächern Vor- und Frühgeschichte, Alte Geschichte sowie Mittelalterliche Geschichte promoviert; die Arbeit gilt als das Standardwerk in diesem Themenbereich.
Er ist seit 2010 stellvertretender Leiter des Historischen Museums der Stadt Regensburg und seit 2015 Leiter der Abteilung „Sammlungen und Ausstellungen“. In dieser Funktion hat er zwischen 1989 und 2019, z. T. mit weiteren Kollegen, 22 Ausstellungen im Historischen Museum und vier Ausstellungen im Ausland gestaltet und organisiert. Neben seinen Tätigkeiten im Rahmen des Museums ist er Mitglied im Ausschuss des Historischen Vereins für Oberpfalz und Regensburg.

## Forschung
Er leitete u. a. die Ausgrabungen der Burg Ehrenfels und in Großprüfening beim „Römerpark“; hier wurde auch eine Außenstelle des Historischen Museums eingerichtet.
Andreas Boos ist an einem 2013 genehmigten Forschungsprojekt der VW-Stiftung für mehrere Museen (Staatssammlung für Anthropologie und Paläoanatomie, Archäologische Staatssammlung München – Museum für Vor- und Frühgeschichte, Genetics Institute des University College London, Archäologische Staatssammlung München, Institut für Anthropologie der Universität Mainz sowie dem Sachgebiet Archäologie des Historischen Museums Regensburg) beteiligt; hier werden „Deformierte Schädel – Spuren weiblicher Mobilität und multikultureller Gemeinschaften am Anfang Europas“ untersucht. Auf großes Interesse stieß ein Ausgrabungs- und Ausstellungsprojekt über die frühe slawische Besiedelung des Regensburger Raumes, das Andreas Boos zusammen mit dem Westböhmischen Museum in Pilsen, Hans Losert von der Universität Bamberg und dem ArchaeoCentrum Bayern-Böhmen gestaltete. Er ist auch bei den Grabungsarbeiten am Judenviertel von Regensburg beteiligt.

## Publikationen
Monografien
- Die früh- und hochmittelalterlichen Burgen im Süden der Oberpfalz. Untersuchungen zu Topographie und Typologie, Geschichte und Bedeutung befestigter Adels- und Ministerialensitze sowie frühgeschichtlicher Wallanlagen des Regensburger Umlandes. Dissertation. Universität Regensburg, 1992.
- Die Ruine Flossenbürg. Auferstehung einer Burg des hohen und späten Mittelalters. Gemeinde Flossenbürg 1993.
- Burgen im Süden der Oberpfalz. Die früh- und hochmittelalterlichen Befestigungen des Regensburger Umlandes. Universitätsverlag Regensburg, Regensburg 1998, ISBN 3-930480-03-4.
- Von der Steinzeit bis zum Mittelalter: 10 Jahre Flächengrabung in Regensburg-Burgweinting. Begleitband zu einer Ausstellung im Historischen Museum der Stadt, eröffnet am 17. Dezember 2004. Museen der Stadt Regensburg, Regensburg 2004, ISBN 3-933474-31-0.
- mit Lutz-Michael Dallmeier und Bernhard Overbeck: Der römische Schatz von Regensburg-Kumpfmühl. Museen der Stadt Regensburg, Regensburg 2000, ISBN 3-925753-86-9.
- Burgen und Schlösser in und um Regensburg. Beiträge des 27. Regensburger Herbstsymposions für Kunst, Geschichte und Denkmalpflege vom 23. bis 25. November 2012. Verlag Dr. Peter Morsbach, Regensburg 2013, ISBN 978-3-937527-65-9.
- 750 Jahre Burg Ehrenfels in Beratzhausen. Kallmünz, Laßleben 2012, ISBN 978-3-7847-1213-0.
- mit Lutz-Michael Dallmeier: Castra Regina: Das römische Legionslager von Regensburg. Stadt Regensburg, Kulturreferat, 2018, ISBN 978-3-943222-43-2.[12]

wissenschaftliche Aufsätze
- Bernd Trautmann, Brigitte Haas-Gebhard, Andreas Boos, Andreas Rott, Melanie Groß, Joachim Burger, Michaela Harbeck: Eine Reevaluation artifiziell deformierter Schädel des Frühen Mittelalters aus Bayern. Archäologisches Korrespondenzblatt 47, 2017, 263-282. . (doi:10.11588/ak.2017.2.90009, abgerufen am 20. Februar 2023)

Beiträge zu Büchern
- Von der Ausgrabung in der Auergasse 10 bis zur Ausstellung „Wirtshauskultur“ und Bemerkungen zu der „Großen Latrine“ und ihrem Fundmaterial. In: Wirtshauskultur: Archäologie, Geschichte und Hinterlassenschaft einer alten Regensburger Schänke; Begleitband zu einer Sonderausstellung im Historischen Museum der Stadt Regensburg vom 28. Juni bis zum 15. September 2002. Museen der Stadt Regensburg, Regensburg 2002, ISBN 3-935052-18-9.
- Die Oberpfälzer Grafenburgen Flossenbürg und Leuchtenberg. In: Die Oberpfalz – Land der Pfalzgrafen in der Mitte Europas: Festschrift zum 35. Bayerischen Nordgautag in Vohenstrauß. Regensburg 2004, S. 153–162.
- Freudenberg: Ringwall auf dem Johannisberg. In Amberg und das Land an Naab und Vils. Konrad Theiss Verlag, Stuttgart 2004, ISBN 3-8062-1877-3, S. 84–87.
- Vorgeschichtliche Bestattungen im Regensburger Stadtgebiet. In: Andreas Boos, Wolfgang Eichinger, Andreas Jobst u. a.: Tod in Regensburg: Kunst und Kultur um Sterben und Tod. Beiträge des 23. Regensburger Herbstsymposions für Kunst, Geschichte und Denkmalpflege vom 21. bis 23. November 2008. Verlag Dr. Morsbach, Regensburg 2010, ISBN 978-3-937527-30-7, S. 9–18.
- Zur frühen slawischen Besiedlung der Oberpfalz. In: Peter Herz, Peter Schmid, Oliver Stoll (Hrsg.): Kontinuitäten und Diskontinuitäten: von der Keltenzeit bis zu den Bajuwaren. Frank & Timme, Berlin 2010, ISBN 978-3-86596-274-4, S. 123–148.
- mit Karl Schmotz: Befestigungen des frühen und älteren Mittelalters im ostbayerischen Donauraum. In: Ludwig Husty, Karl Schmotz (Hrsg.): Vorträge des 30. Niederbayerischen Archäologentages. Verlag Marie Leidorf, Rahden/Westf. 2012, ISBN 978-3-89646-241-1, S. 147–226.

Publikationen im Web
- Maximilian Ontrup, Andreas Boos: Der Schmiedehort vom Scheuchenberg bei Sulzbach a.d. Donau, Lkr. Regensburg. VMC-Verlag, Raddau 2014. (academia.edu, abgerufen am 13. Dezember 2019)
- Bernhard Neumann: Richard Schedl und Dr. Andreas Boos erforschen Versorgungsanlage in der Burgruine Dem alten Wasser auf der Spur. Onetz, vom 24. Juni 2011. (onetz.de, abgerufen am 13. Dezember 2019)
- Jakob Moro: Kein Goldei sondern ein Faustkeil. Der Faustkeil von Pösing ist das älteste von Menschen gefertigte Fundstück der Oberpfalz und im Museum in Regensburg. In: Mittelbayerische Zeitung. 23. Januar 2018. (mittelbayerische.de, abgerufen am 13. Dezember 2019)

Varia
- Das römische Regensburg. Interaktive CD-ROM zur Abteilung Römerzeit im Historischen Museum Regensburg. Historisches Museum Regensburg, Regensburg 2006.